# Вентуротти, Делио
Делио Вентуротти (итал. и порт.-браз. Delio Venturotti; 25 октября 1909, Кальто — 1 июня 2022, Флорианополис) — бразильский долгожитель итальянского происхождения, возраст которого был подтверждён Группой LongeviQuest (LQ). На момент смерти являлся 2-м старейшим живущим мужчиной после Хуана Висенте Перес Мора. Он также являлся самым старым из известных ныне живущих мужчин итальянского происхождения, самым старым из ныне живущих мужчин в Бразилии, самым старый из известных ныне живущих мужчин европейского происхождения и самым старым из известных ныне живущих мужчин-эмигрантов в мире. А также на момент смерти он был 28-м старейшим человеком среди мужчин, его возраст составлял 112 лет 219 дней.

## Биография
Делио Вентуротти родился в Кальто в провинции Ровиго, Венето, Италия 25 октября 1909 года. Его родителями были Луис Вентуротти и Хоана Арривабени-Вентуротти. Семья покинула Италию после того, как его отец, который был резервистом, услышал от лейтенанта итальянских вооруженных сил, что скоро в Европе будет большая война.
В возрасте трёх лет Вентуротти вместе с родителями и двумя сестрами сел на корабль и отправился в Бразилию, куда они прибыли после 18 дней плавания. Его отец десять лет жил в Бразилии подростком, но вернулся в Италию. По прибытии в Рио-де-Жанейро они переправили другой корабль в Эспириту-Санту, где он работал на плантациях.
Позже Вентуротти начал работать водителем. С 1940-х годов до выхода на пенсию он работал в магазине тканей в Эспириту-Санту. 
В возрасте 36 лет он женился на Дульсине Гаме Вентуротти (род. 8 ноября 1921), которая все ещё жива в апреле 2022 года в возрасте 100 лет. У них было четверо детей, в том числе Мария Дульче Вентуротти Колларесс (68 лет в 2017 году). После 53 лет в Эспирито-Санто Вентуротти переехали в Сан-Паулу. Делио и Дульчина прожили 29 лет в Сан-Паулу, пока не переехали во Флорианополис, штат Санта-Катарина.
В декабре 2021 года он пожертвовал 378 750 евро на распространение вакцин в регионе Кампания.
В возрасте 112 лет он всё ещё мог ходить.
Вентуротти жил со своей 100-летней женой Дульчиной Гамой Вентуротти в Карианосе, Флорианополис, Санта-Катарина, Бразилия.
Делио Вентуротти умер 1 июня 2022 года, в возрасте 112 лет 219 дней.

## Рекорды долгожителя
- 25 октября 2021 года Делио Вентуротти отпраздновал 112-летие.